# Звернення великого князя Миколи Миколайовича до поляків

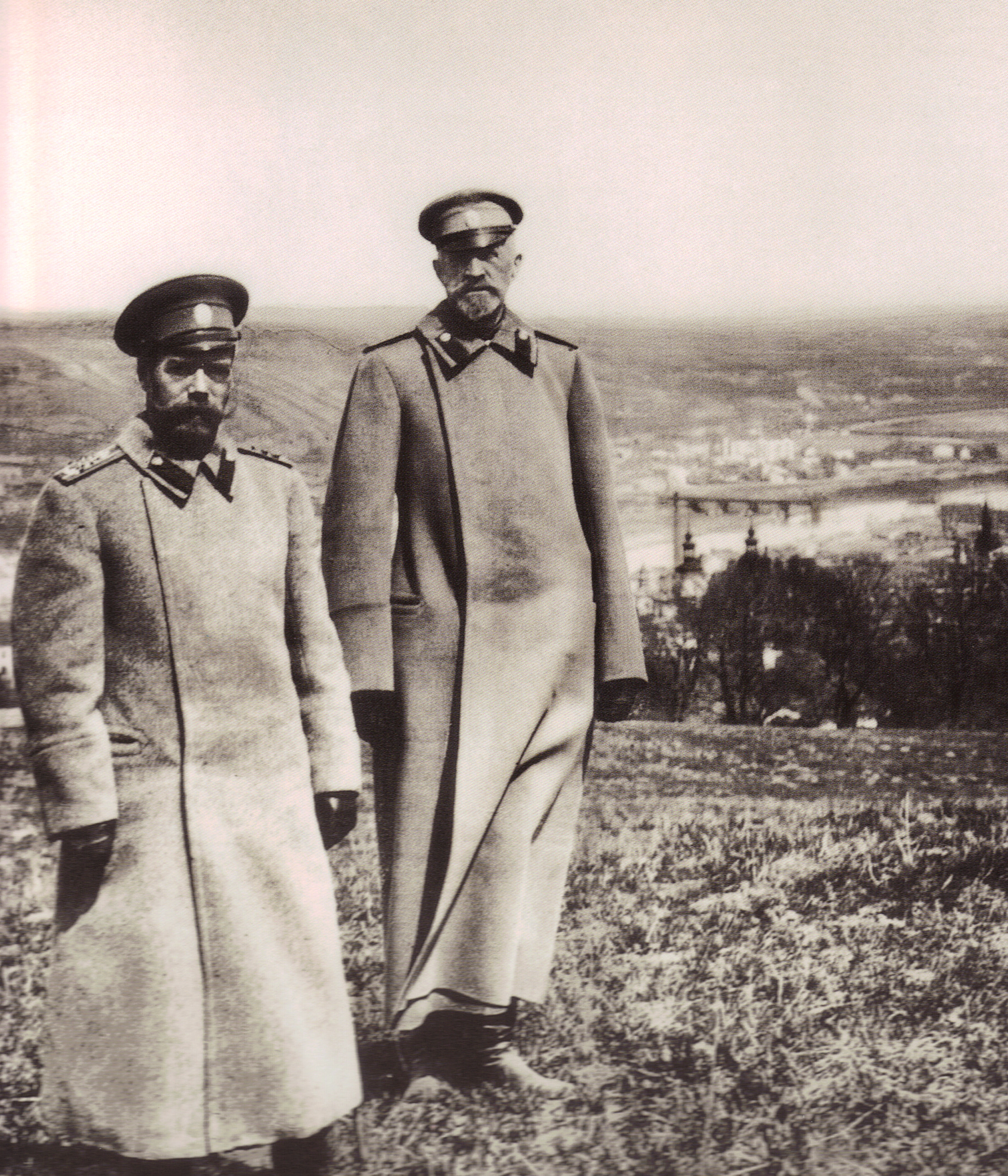
Микола II і Микола Миколаєвич, 1915 рік

Звернення великого князя Миколи Миколайовича до поляків, оголошене проголошена 1 серпня / 14 серпня 1914 року. Підписано Миколою Миколайовичем, тодішнім головнокомандувачем російської армії. Прокламація оголосила про «відродження Польщі […] вільної у своїй вірі, мові та самоврядуванні, але під владою царя». Не було жодної конкретності щодо кордонів, у яких мала функціонувати Польща, чи навіть того, якою мала бути сфера самоврядування.

## Історія
Формально прокламація не мала санкції імператора Миколи II, якої вимагав кожен загальнодержавний акт Російської імперії, а тому не мала юридичного значення.
Незважаючи на цю загальність, група з 62 прихильників співпраці з Росією звернулася до великого князя з вірною телеграмою подяки, в якій, між іншим, зазначено: «Глибоко зворушені посланням Вашої Імператорської Величності, яке сповіщає нам, що хоробра російська армія, піднявши зброю на захист слов'ян, бореться за святу для нашого народу справу воскресіння єдиної Польщі і з'єднання всіх її розрізаних частин. в одне ціле під скіпетром Його Імператорської Величності, нижчепідписаних представників польських політичних партій і громадських груп, ми твердо віримо, що кров синів Польщі, пролита разом з кров'ю синів Росії в боротьбі проти спільного ворога, стане найбільшою запорукою нового життя в мирі та дружбі обох слов'янських народів».
У наступні роки царський уряд кілька разів обговорював проект оголошеного «самоврядування». 1 серпня 1915 року тодішній прем'єр-міністр Іван Горемикін на засіданні Думи заявив: «Тепер я перейду до польського питання, яке, звичайно, не зможе бути вирішене так, як це було після війни. Але в ці дні важливо дати зрозуміти польському народу, що його майбутній устрій остаточно і безповоротно вирішено В. кн. Миколаєм на початку війни. Лицарський, шляхетний, вірний і хоробрий польський народ заслуговує всілякого співчуття і безмежної поваги. Сьогодні імператор наказав мені повідомити вам, що він наказав Раді міністрів розробити проекти законів, які надають полякам після війни право вільно організовувати своє національне, соціальне та економічне життя на основі автономії під владою імператора Росії»..
Проєкт міністра закордонних справ Сергія Сазонава, представлений 17 квітня 1916 року, включав, зокрема: успадкування престолу, закордонні справи, збройні сили, православну церкву, фінанси, шляхи сполучення, авіацію, залізниці, авторське право, громадянство, а також кримінальні закони щодо загальнодержавних справ, Закон про співпрацю державних і судових органів і про вирішення конфліктів між державним і польським законодавством. Законодавчу владу в Королівстві мав здійснювати імператор разом із сеймом, а виконавчу владу також мав здійснювати сам імператор або через призначених ним осіб. Прем'єр-міністр Борис Штюрмер, представляючи проєкт маніфесту імператору 19 липня 1916 р., підкреслив, що це не «союзний договір» («союзный договор»), а лише «початок провінційної автономії» («начало областной автономии»).

### За наказом Миколи II
Акт 5 листопада (1916) змусив царизм зробити ще одну заяву щодо польського питання. Наказом Миколи II як Головнокомандувача від 12/25 грудня 1916 р. містить одне речення на цю тему: «Росія ще не забезпечила досягнення цілей, поставлених перед нею війною: окупація Константинополя і проток і створення вільної Польщі, що складається з усіх трьох раніше розділених частин». Це було ще загадковіше, ніж прокламація Великого князя 1914 року. Один із угодовців, Сигізмунд Велопольський, отримавши аудієнцію в царя, оголосив, що це означало б для Польщі «свій окремий державний устрій, свої палати законодавчих зборів і власну армію». Важливість посередницької декларації була нижчою за пряму, а оголошені окремі державні органи (зокрема армія) не були достатнім проявом суб'єктності міжнародного права за відсутності гарантії незалежної зовнішньої політики.
Невдовзі після примусового зречення Миколи ІІ Тимчасовий уряд князя Львова своїм маніфестом 17/30 березень 1917 р. визнала за польським народом «повне право визначати свою долю згідно з власною волею і що , вірний угодам зі своїми союзниками, вірний спільним планам боротьби проти німецького світу, жадібний до боротьби, він допоможе створити незалежну польську державу з усіх територій, на яких поляки становлять більшість, як гарантію тривалого миру в майбутній, новоорганізованій Європі».
Брест-Литовський договір від 3 березня 1918 р. означав для Росії відмову від багатьох земель, зокрема польських, литовських та українських, але і більшовики, і союзники вважали його вимушеним. Версальський договір зобов'язував Райх «поважати незалежність усіх територій, що входили до складу колишньої Російської імперії на 1 серпня 1914 року, як постійну та невідчужувану» (ст. 116) і «зобов'язувався визнавати кордони цих держав» і договори, укладені з ними союзниками (ст. 117). Після збройних спроб захоплення цих країн РРФСР визнала їх незалежність двосторонніми мирними угодами. З Польщею- Ризьким договором (1921).